# 冬ノうた
『冬ノうた』(ふゆのうた)は、2009年12月16日にアリオラジャパンからリリースされたコンピレーション・アルバム。

## 概要
- 前作「月ノうた」に続くオフィスオーガスタの所属のアーティストによるコンピレーション・アルバム。
- 冬をテーマにした楽曲を集めている。

## 収録曲
1. 師走 / スガシカオ
スガシカオの3rdアルバム「Sweet」収録。
2. お家へ帰ろう / 山崎まさよし
山崎まさよしの8thシングル「僕はここにいる」のカップリング。
3. 冬の口笛 / スキマスイッチ 
スキマスイッチの5thシングル。
4. 冬のサナトリウム / 元ちとせ
元ちとせのインディーズカバーアルバム「Hajime Chitose」収録。
5. コーデュロイ / 長澤知之
長澤知之の1stミニシングル「PAPER STAR」収録。
6. 愛について / スガシカオ
スガシカオの4thシングル。
7. ピアノ / 山崎まさよし 
山崎まさよしの2ndプライベートアルバム「ステレオ2」収録。
8. スノーバラード / COIL
2005年12月に行われたCOILのクリスマスLIVEで配布されたカセットにのみ収録されていた楽曲。このアルバムで初CD化された。
9. あのひと / COIL
COILのベストアルバム「Singles+」収録。
10. サナギ / スガシカオ 
スガシカオの18thシングルの3曲目。
11. マッチ売りのシンデレラ / 杏子
杏子の9thアルバム「ENAMEL」収録。
12. Train run / mi-gu 
mi-guの1stアルバム「migu」収録。
13. そろそろいかなくちゃ / 大橋卓弥（スキマスイッチ）+秦基博
大橋卓弥の1stソロシングル「はじまりの歌」のカップリング。
14. 六花譚 / 元ちとせ
元ちとせの4thアルバム「カッシーニ」収録
15. ブラザー / MICRON' STUFF
MICRON' STUFFの1stアルバム「Tick Tack」収録。
16. 温かい世界 / 大橋卓弥（スキマスイッチ）
大橋卓弥のソロアルバム「Drunk Monkeys」収録。
17. 風景 / 秦基博
秦基博の1stアルバム「コントラスト」収録。

## 参加アーティスト
- 杏子
- 山崎まさよし
- スガシカオ
- COIL
- 元ちとせ
- スキマスイッチ
  - 大橋卓弥
- mi-gu
- 秦基博
- 長澤知之
- MICRON' STUFF